# 테트라센
테트라센(Tetracene)은 벤젠고리가 직선으로 4개 있는 모양의 분자를 가진 방향족 탄화수소다.
안트라센의 확장이다.

## 같이 보기
- 독시사이클린